# Chiesa dei Santi Pietro e Paolo (Ospedaletto Lodigiano)
La chiesa dei Santi Pietro e Paolo o abbazia dei Gerolamini è la parrocchiale di Ospedaletto Lodigiano, in provincia e diocesi di Lodi; fa parte del vicariato di Casalpusterlengo.

## Storia
Le prime citazioni di una chiesa a Ospedaletto risalgono al XII secolo; è documentata la presenza di un piccolo ospedale con annessa un piccolo edificio di culto posto sulla via Francigena, che era luogo di ristoro dei viandanti e pellegrini in viaggio verso la città santa di Gerusalemme e a Roma.

L'edificio ebbe una completa ricostruzione e ampliamento nel 1350 voluto dal conte Giovanni Baldi di Milano che deteneva il giuspatronato e che desiderava affidare la gestione dei locali a un gruppo monastico per poter così dare ospitalità a nobili prelati anziani e malati. Fu il vescovo di Lodi incaricato a scegliere quale ordine monastico doveva insediarsi nel monastero. Solo il 12 ottobre 1442 i locali ospitarono i monaci Gerolimini dell'Osservanza che erano un gruppo guidato da Lope da Olmedo i soli ad accettare di vivere in un ambiente che giaceva in uno stato gravemente decadente
Verso l'inizio del Quattrocento l'ospedale fu soppresso e i frati istituirono l'abbazia, anche questa annessa alla chiesa di San Pietro con l'aiuto economico dello stesso Baldi. I lavori di costruzione della nuova chiesa iniziarono nel 1455..
Il territorio fu luogo di guerre durante la Repubblica Ambrosiana che causano la devastazione della chiesa e del monastero tanto che una bolla di papa Callisto III del 1455 denuncia la situazione gravemente danneggiata dell'edificio che non dava nessuna rendita ma che era diventato ricovero per i soldati. Venne chiesto ai monaci se volessero dislocare la loro dimora, ma questi desistettero ottenendo un contributo di 800 ducati per la sua riedificazione. Con la morte dello spagnolo fondatore dell'ordine dei gerolamini,  del suo successore Giovanni da Robles e il subentro del milanese Costanzo Cazzaniga i Capitoli principali furono tenuti in Italia particolarmente sul territorio lombardo e un interessamento di Bianca Maria Visconti, in particolare per la chiesa di San Sigismondo a Cremona, ma dando un contributo anche per questa di Ospedaletto Lodigiano, facendosi ritrarre a memoria della sua donazione sul Codice. La chiesa fu consacrata nel 1470 dal vescovo di Brescia Giovanni Stefano Bottigella

In data 4 settembre 1516 venne lasciata dai signorotti Balbi al monastero un'ingente somma di denaro affinché la chiesa divenisse parrocchiale. Nel 1518 fu edificata la casa del priore, che ricevette la visita del cardinale Luigi d'Aragona e dal 1521 la chiesa di San Pietro divenne sede dell'abate generale diventando così la sede generale dell'ordine. Il monastero fu costruito tra il 1563 e il 1566 con una spesa di 780 scudi, ed essendo claustrale era completamente circondato da mura con tre ingressi, uno per la chiesa, uno per il bestiame e il terzo per la zona della campagna. Centrale il grande chiostro. Le documentazioni testimoniano l'ampiezza del monastero che si presentava in misura superiore agli altri conventi presenti sul territorio

Da un documento del 1584 riguardante la riorganizzazione territoriale della diocesi effettuata dopo il Concilio di Trento s'apprende che la chiesa aveva il titolo di priorato, periodo in cui iniziò la decorazione dell'aula come registra il documento della benedizione del nuovo coro dal vescovo Francesco Bossi, decori che doveva esser terminati nel 1600 quando fu posta la pala Madonna ai piedi della croce realizzata dal Chiavechino.
La parrocchiale venne riconsacrata il 26 luglio 1599 dal vescovo di Cremona Cesare Speciano. Grazie ad uno scritto del 1619 si conosce la chiesa era compresa nel vicariato di San Colombano al Lambro, per poi passare in quel secolo al vicariato di Borghetto, come testimoniato da un documento del 1690.
Il XVII secolo fu quello più importante per il monastero e la chiesa, molte furono infatti le commissioni per gli arredi sacri e contava la presenza di ben ottanta monaci. Nel 1690 i parrocchiani erano 967, saliti a 1344 nel 1779 e scesi a 1277 nel 1786. Nel frattempo, nel 1766 era stato rifatto il pavimento.
Alla fine del Settecento il monastero fu abbandonato in seguito alla soppressione dell'Ordine di San Girolamo avvenuta il 24 giugno 1797. Gli arredi furono venduti a Luigi Giambattista Chevilly di Marsiglia, e alcuni locali furono demoliti o diventati cascine. Presso il convento fu costruito l'arco di trionfo dedicato alla vittoria di Lodi di Napoleone usando le colonne dell'antico porticato aperto sul sagrato. Nel XIX secolo la chiesa fu aggregata al vicariato di Brembo, salvo poi entrare a far parte di quello di Somaglia, come attestato da un documento del 1910; nella seconda metà del Novecento passò al vicariato di Casalpusterlengo.

## Descrizione

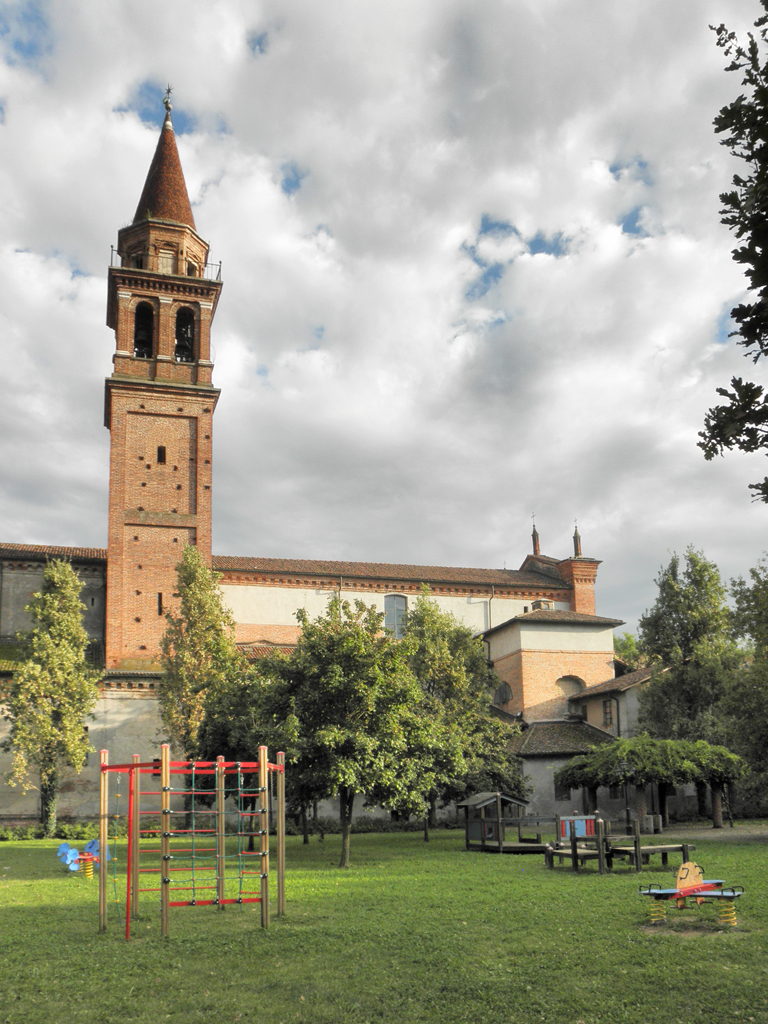
Ospedaletto Lod abbazia parco

La chiesa ha subito molte modifiche dalla sua originaria costruzione. Le trasformazioni nella decorazione del XVIII secolo sono di notevole pregio artistico e sono state realizzate da tre artisti che avevano lavorato con Bernardino Campi e con lui avevano lavorato alla decorazione della chiesa cremonese di chiesa di San Sigismondo subendone lo stile e riproponendone alcuni decori, proprio questo ha fatto considerare nel tempo di qualità inferiore, anziché considerare lo sviluppo artistico che i pittori avevano raggiunto.

### Esterno
La chiesa si presenta con la facciata a capanna con due contrafforti che la demarcano, aventi archetti pensili in cotto, tipico esempio di architettura viscontea solariana. Alcune parti di affresco ancora visibile indicherebbero questa come la prima parte edificata dell'intero complesso. Le parti laterali della chiesa sono coronati da modiglioni a S, tipici dell'architettura lombarda del tardo Quattrocento. La facciata è preceduta da un porticato risalente al XVIII secolo a tre arcate che sorregge la balconata ornata da balaustra. La parte superiore ha una trifora con aperture laterali trabeate mentre ad arco è l'apertura centrale. Questa parte conserva un affresco a trompe-l'œilavente quadrature e false architetture eseguito da Giuseppe Natali.
La facciata originaria era molto più semplice di quella realizzata con la nuova ricostruzione, serve considerare che l'ordine dei geromini era claustrale e quindi di un certo rigore. Gli affreschi del porticato con i due finti ingressi aventi la parte superiore dipinta con le immagini dei santi Paola Romana e Girolamo, sarebbero opere settecentesche attribuite a Felice Biella.

### Interno
L'interno a un'unica navata, si presenta completamente decorato, con tre altari su ogni lato. Gli arredi, negli stucchi realizzati da artigiani ticinesi, risalgono all'ampliamento del XVI secolo e nascondono gli affreschi precedenti. Le cappelle laterali furono realizzate nell'ultimo decennio del Cinquecento, ad opera di molti artisti nativi di Cremona. La prima a studiare gli affreschi dell'aula fu Mina Gregori che rilevò la presenza di dipinti di Mainardi e i Cattapane. La chiesa venne quindi citata da diversi storici dell'arte ma nello studio degli artisti e non della chiesa stessa. Fu ancora la Gregori nel 1990 a fare una ricerca più approfondita.

#### Le cappelle
- La cappella della Vergine del Santo Rosario, la prima entrando a sinistra, ha decorazioni con soggetto paesaggistico, l'autore sarebbe da identificare in Felice Biella, già presente per lavori eseguiti sulla facciata, che era un quadraturista attivo nel Settecento di origine lombarda.[17] L'altare è in marmo e la cappella è arredata da otto cornici in stucco dorato risalenti al restauro ottocentesco che propongono simbologia mariana. Questa era la sola gestita dal parroco mentre le altre erano gestite dai monaci gerolimini. La cappella era stata consacrata il 12 gennaio 1578 con un rifacimento nel XVIII secolo. La cappella si presenta in forma diversa nei suoi ornamenti.[18]
- La cappella delle sante Cecilia e Caterina seconda sul lato sinistro, presenta una serie di affreschi realizzati dal Chiaveghino. Questi aveva lavorato con Bernardino Campi nella realizzazione della pala dedicata alle sante per la chiesa di San Sigismondo, ripropose quindi il soggetto modificando e sviluppando maggiormente lo sfondo con soggetti a natura morta musicale. La cappella è adornata con immagini di carattere grottesco nel sottarco dove sono dipinti gli atti del martirio delle due sante.[14]
- La cappella dedicata ai due santi protettori Agostino e Girolamo terza a sinistra, è ornata dalla pala di Luca Cattapane: Santi Gerolamo e Agostino. Questi era stato allievo del Campi fece quindi una copia della pala del maestro presente sempre nella chiesa cremonese, invertendo però la disposizione dei due soggetti e ponendo al centro un angioletto che sorregge il pastorale.
- La cappella di Sant'Antonio da Padova è la prima sul lato destro, era in precedenza dedicata ai santi Alessio e Fermo, ma la pala d'altare che li vedeva raffigurati, opera di Cattapane, venne rimossa, forse perché troppo ammalorata, e sostituita nel 1858 con una statua lignea raffigurante sant'Antonio con angeli e le diverse simbologie riconducibili al santo portoghese.[14]
- L'aula prosegue sul lato destro con la cappella del Crocifisso. La pala fu realizzata dal nipote del Chiavighino Marcantonio Mainardi, e raffigura Maddalena che abbraccia la croce con il Cristo morto. La scena ha colori scuri, il cielo tempestoso sovrasta la croce, la composizione riporta a lavori d'ambito fiammingo. La donna posta ai piedi della croce, ha vicino la raffigurazione del vaso degli oli che la simboleggia, e accanto gli attrezzi del martirio. I riquadri della cappella sono stati affrescati a più mani: attribuito al Cattapane Orazione di Cristo nell'orto degli ulivi, al Marcantonio il Gesù processato da Caifa e inchiodato alla croce e al Chiaveghino la salita al monte Calvario e l'Ecce Homo.[14]
- la terza cappella a destra è dedicata ai santi Antonio abate e Savino, le cui affrescature sono state realizzate dal Chiavighino mentre la pala d'altare che raffigurava i due santi è stata sostituita da una Via Crucis dopo il furto della tela. Nei riquadri sono dipinte le storie dei due santi.[14]

#### Il presbiterio
Il presbiterio presenta gli affreschi racchiusi in cornici di stucco realizzate dal 1584 e il 1599 da artisti cremonesi che raccontano le storie di san Pietro sul registro superiore, suddivise su quattro scene di cui alcune estratte dai Vangeli e altre dagli Atti degli Apostoli. I successivi attingono dalla Legenda Aurea di Jacopo da Varazze. Le raffigurazioni sono uniche e non riscontrabili in altri luoghi pur non raffigurando il suo martirio e quelli che furono i miracoli maggiormente conosciuti dell'apostolo. La posa dell'organo con le ante nel 1682 ha compromesso alcune pitture nell'ordine inferiore. Queste rappresentano raffigurazioni floreali e di natura morta realizzate da Paolo Antonio Valentini in occasione del ritiro a vita privata di Federico Visconti a Ospedaletto Lodigiano.
Pala d'altare del presbiterio è il lavoro del 1515 di Giovan Pietro Rizzoli detto Giampietrino, fra i più famosi allievi di Leonardo da Vinci. Posta in una ricca ancona dorata di foggia barocca ornata di putti e angeli e terminante con la tiara, copricapo dell'abate dell'ordine, la tela raffigura la Madonna col Bambino tra i santi Girolamo e Giovanni Battista. Lateralmente vi erano le due tele raffiguranti san Paolo e san Pietro, poi perdute. La Madonna è posta sopra una struttura piramidale, in uno spazio che definisce i piani in diagonale. Le immagini sono leonardesche a ricordo del maestro dell'artista, con sfumature chiaroscuro nei volti.

#### La sacrestia
Il locale della sacrestia presenta affreschi realizzati nel 1705 da Giuseppe Natali. La volta raffigura Il trionfo della croce: cinque angeli reggono la croce, dipinta nella forma che serve a dare profondità alla volta, questi reggono i chiodi della crocifissione, una scritta e il velo della Veronica. L'affresco presenta un impianto architettonico sovrapposto che dà una prospettiva e una profondità alla volta, con due finte aperture che servono a dare luce alla scena raffigurata e alle porte del reliquiario dalla monumentale foggia. Nella sacrestia vi sono conservati armadi settecenteschi inseriti tra i medaglioni monocromi raffiguranti vedute paesaggistiche e putti. Questi sono raffigurati nell'atto di reggere oggetti ecclesiastici, come la mitra e la pastorale che erano il simbolo del priore dell'abbazia.
la tavola di Giovan Pietro Rizzoli raffigurante la Madonna in trono tra san Gerolamo e san Giovanni Battista, dipinta verso l'inizio del Cinquecento

#### Il chiostro
Il chiostro è di grandi dimensioni. Presenta un porticato a undici arcate a tutto sesto aventi colonne in serizzo per lato con capitelli non omogenei. La strana conformazione indicherebbe il progetto di un allungamento della chiesa. La prima descrizione minuziosa risale alla visita pastorale del vescovo Cesare Speciano del 1596.

#### Il coro
Il soffitto del coro presenta, nella parte centrale, l'affresco della prima metà del Settecento realizzato da Mattia Bortoloni raffigurante l'Assunzione di Maria. In una cornice dorata con putti e angeli, la Vergine, posta sopra una nuvola dalle sfumature grigie e rosa, ascende al cielo. La Madonna alza lo sguardo d'intensa gioia, illuminata dalla luce celeste, così come è gioioso il volto degli angeli, di cui uno abbassa lo sguardo verso i fedeli coinvolgendoli. La pittura è caratterizzata dalle sfumature di colore che dal rosa delle nuvole passano al rosso e blu intensi dell'abito di Maria.